# オタワ郡 (カンザス州)
オタワ郡 (Ottawa County、標準省略：OT) は、アメリカ合衆国カンザス州に位置する郡である。2000年現在、人口は6,163人である。最大都市及び郡庁所在地はミネアポリスである。

## 地理
アメリカ合衆国統計局によると、この郡は総面積1,870 km2 (722 mi2) である。このうち1,868 km2 (721 mi2) が陸地で2 km2 (1 mi2) が水域である。総面積の0.11%が水域となっている。

### 隣接する郡
- クラウド郡（北）
- クレイ郡（北東）
- w:Dickinson County, Kansas（南東）
- サリン郡（南）
- リンカーン郡（西）
- ミッチェル郡（北西）

## 人口動勢
2000年現在の国勢調査で、この都市は人口6,163人、2,430世帯、及び1,718家族が暮らしている。人口密度は3/km2 (8/mi2) である。1/km2 (4/mi2) の平均的な密度に2,755軒の住宅が建っている。この都市の人種的な構成は白人97.53%、アフリカン・アメリカン0.54%、先住民0.37%、アジア0.13%、太平洋諸島系0.02%、その他の人種0.32%、及び混血1.09%である。ここの人口の1.30%はヒスパニックまたはラテン系である。
この郡内の住民は25.70%が18歳未満の未成年、18歳以上24歳以下が5.80%、25歳以上44歳以下が26.70%、45歳以上64歳以下が24.20%、及び65歳以上が17.60%にわたっている。中央値年齢は40歳である。女性100人ごとに対して男性は99.90人である。18歳以上の女性100人ごとに対して男性は95.90人である。
この郡内の世帯ごとの平均的な収入は38,009米ドルであり、家族ごとの平均的な収入は46,033米ドルである。男性は30,761米ドルに対して女性は21,380米ドルの平均的な収入がある。この郡の一人当たりの収入 (per capita income) は17,663米ドルである。人口の8.60%及び家族の5.10%は貧困線以下である。全人口のうち18歳未満の8.80%及び65歳以上の11.70%は貧困線以下の生活を送っている。

## 都市及び町
- Bennington
- Culver
- Delphos
- ミネアポリス (Minneapolis)
- テスコット (Tescott)

## 郡区
バートン郡は20の郡区に分かれている。ミネアポリスの都市は governmentally independent と見なされており、郡区向けの国勢調査外観から除外されている。以下の表内の人口中心は、もしかなりの数ならば、郡区の人口総計を含む最大都市である。

## 教育

### 統一された学校区
- ノースオタワ郡 統一教育学区239号
- Twin Valley 統一教育学区240号